# Сан Минијато (Пиза)
Сан Минијато (итал. San Miniato) је насеље у Италији у округу Пиза, региону Тоскана.
Према процени из 2011. у насељу је живело 16900 становника. Насеље се налази на надморској висини од 22 м.

## Становништво
Према резултатима пописа становништва 2011. у општини је живело 27.585 становника.
| 1931.  | 1936.  | 1951.  | 1961.  | 1971.  | 1981.  | 1991.  | 2001.  | 2011.  |
| ------ | ------ | ------ | ------ | ------ | ------ | ------ | ------ | ------ |
| 21.211 | 21.463 | 21.391 | 22.091 | 22.810 | 25.002 | 25.352 | 26.365 | 27.585 |

## Партнерски градови
- Витлејем
- Уагадугу
- Silly
- Villeneuve-lès-Avignon
- Polignano a Mare
- Boujdour